# Younes Aitamer
Younes Aitamer (Múnich, Alemania, 23 de abril de 2003) es un futbolista argelino que juega de delantero en el Bayern de Múnich II de la Regionalliga Bayern.

## Primeros años
Nacido en Múnich (Alemania), pasó de la cantera del SpVgg Unterhaching a la del Bayern de Múnich a los catorce años. A los diecisiete ya formaba parte del equipo sub-19 del club.

## Estadísticas

### Clubes
Actualizado al último partido disputado el 22 de marzo de 2024.
| Club                           | Div.          | Temporada     | Liga  | Liga  | Liga   | Copas nacionales | Copas nacionales | Copas nacionales | Copas internacionales | Copas internacionales | Copas internacionales | Total | Total | Total  |
| Club                           | Div.          | Temporada     | Part. | Goles | Asist. | Part.            | Goles            | Asist.           | Part.                 | Goles                 | Asist.                | Part. | Goles | Asist. |
| ------------------------------ | ------------- | ------------- | ----- | ----- | ------ | ---------------- | ---------------- | ---------------- | --------------------- | --------------------- | --------------------- | ----- | ----- | ------ |
| Bayern de Múnich II · Alemania | 4.ª           | 2021-22       | 3     | 0     | 0      | ―                | ―                | ―                | ―                     | ―                     | ―                     | 3     | 0     | 0      |
| Bayern de Múnich II · Alemania | 4.ª           | 2022-23       | 29    | 6     | 8      | ―                | ―                | ―                | ―                     | ―                     | ―                     | 29    | 6     | 8      |
| Bayern de Múnich II · Alemania | 4.ª           | 2023-24       | 20    | 4     | 7      | ―                | ―                | ―                | ―                     | ―                     | ―                     | 20    | 4     | 7      |
| Bayern de Múnich II · Alemania | 4.ª           | 2024-25       | 0     | 0     | 0      | ―                | ―                | ―                | ―                     | ―                     | ―                     | 0     | 0     | 0      |
| Bayern de Múnich II · Alemania | Total club    | Total club    | 52    | 10    | 15     | 0                | 0                | 0                | 0                     | 0                     | 0                     | 52    | 10    | 15     |
| Total carrera                  | Total carrera | Total carrera | 52    | 10    | 15     | 0                | 0                | 0                | 0                     | 0                     | 0                     | 52    | 10    | 15     |